# Maltese First Division 1916/1917
Soutěžní ročník Maltese First Division 1916/17 byl 6. ročníkem Maltese First Division, nejvyšší maltské fotbalové ligy. Šampionem se poprvé v historii stal St. George's, který v dodatečném rozhodujícím zápase porazil Sliemu Wanderers.

## Tabulka
| Poř. | Tým               | Z | V | R | P | VG | OG | B |
| ---- | ----------------- | - | - | - | - | -- | -- | - |
| 1.   | St. George's      | 5 | 4 | 0 | 1 | 5  | 1  | 8 |
| 2.   | Sliema Wanderers  | 5 | 4 | 0 | 1 | 16 | 5  | 8 |
| 3.   | Ħamrun Spartans   | 5 | 3 | 1 | 1 | 13 | 6  | 7 |
| 4.   | Valletta United   | 5 | 2 | 1 | 2 | 8  | 6  | 5 |
| 5.   | Floriana Liberty  | 5 | 1 | 0 | 4 | 4  | 12 | 2 |
| 6.   | Vittoriosa Rovers | 5 | 0 | 0 | 5 | 1  | 17 | 0 |

|  | Vítěz ligy |

## Play-off
St. George's a Sliema Wanderers skončili sezónu se stejným počtem bodů, a tak proběhl dodatečný rozhodující zápas, jehož vítěz se stal šampionem.
| Tým #1       | Výsledek | Tým #2           |
| ------------ | -------- | ---------------- |
| St. George's | 4:0      | Sliema Wanderers |